# Misioneros Oblatos de María Inmaculada
La Congregación de Misioneros Oblatos de la Beata Virgen María Inmaculada (oficialmente en latín: Congregatio Missionariorum B. M. V. Immaculatae), más conocidos como Misioneros Oblatos de María Inmaculada, es una congregación religiosa católica clerical de derecho pontificio, fundada el 25 de enero de 1816 en Aix-en-Provence, por Eugenio de Mazenod, con el objetivo de dedicarse por entero a la educación de niños y jóvenes, y a las misiones de evangelización. A los religiosos de esta congregación se les conoce comúnmente como Oblatos de María Inmaculada u Oblatos de Mazenod y posponen a sus nombres la sigla OMI.

## Historia

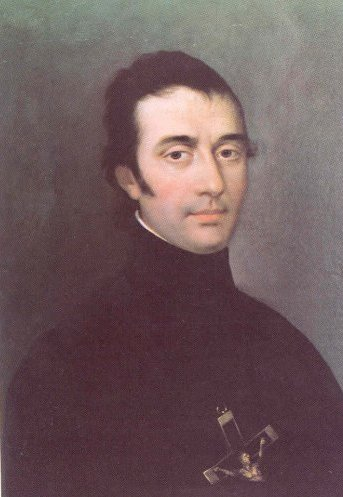
Eugenio de Mazenod (1782-1861) fundador de la congregación.

Luego de un periodo de estudio con los Barnabitas de Venecia, Eugenio de Mazenod, regresa a Francia donde ingresa en la Compañía de Sacerdotes de San Sulpicio en 1811. Junto a otros sacerdotes de la Sociedad, François de Paule Henry Tempier, Joseph Hippolyte Guibert, Carlo Domenico Albini, fundó en Aix-en-Provence, la Sociedad Misionera de Provenza, según el modelo de la Congregación del Santísimo Redentor (redentoristas), con el fin de evangelizar las zonas rurales de la región de Provenza. El inicio formal del instituto fue el 25 de enero de 1816. Dos años más tarde, la sociedad pasó a ser una congregación religiosa de votos simples, que desde 1825 cambió el nombre por el de Misioneros de San Carlos.
El 21 de marzo de 1826, el papa León XII, aprobó la congregación como un instituto de derecho pontificio, con el nombre actual de Misioneros Oblatos de la Beata Virgen María Inmaculada.
La primera casa fuera de Francia, se fundó en Canadá en 1841. Llegaron a Montreal y luego a Ottawa. En esta última fundaron el colegio Oblatos, futura Universidad de Ottawa, la cual dirigieron los religiosos de la congregación hasta 1966. En 1847 llegaron a Estados Unidos y de aquí partieron a Sri Lanka, y en 1852 adquirieron de la Santa Sede la administración del Vicariato apostólico de Natal (Sudáfrica).
En enero de 2022 se hizo público el hallazgo de decenas de tumbas sin marcar en terrenos del antiguo internado St Joseph’s Mission, fundado y administrado por la congregación, ubicado en la provincia de Columbia Británica, Canadá, a unos 500 kilómetros de Vancouver. El gobierno ordenó la separación de los niños de la comunidad indígena shuswap, prohibiéndoles hablar su lengua nativa y naturalmente prohibiéndoles llevar a cabo sus rituales espirituales. Sin embargo, fue negligente a la hora de proveer alimentación a la comunidad. En rueda de prensa, Willie Sellars, jefe de esta reserva, señaló: «Hubo reportes durante décadas de negligencia y abuso en este internado, y lo que es peor: hubo reportes de niños que murieron o desaparecieron». Sellars agregó: «No se les dio credibilidad alguna».

## Organización
Los Oblatos de María Inmaculada se dedican a las misiones rurales y ad gentes, así como, a la educación cristiana de la juventud en universidades y colegios. Desde sus orígenes, han sido pioneros en la evangelización en lugares inhóspitos (como el Polo Norte) lo que les valió el apelativo de «Misioneros especialistas en misiones difíciles». En 2015, la congregación contaba con unos 4046 misioneros y unas 992 casas.
El gobierno del instituto es centralizado, dirigido por un Superior general y su consejo, elegido en el Capítulo general, por un período de seis años. Puede ser reelegido solo una vez. En la actualidad el cargo lo ostenta el religioso estadounidense Louis Lougen. La congregación está dividida en 29 provincias, 11 delegaciones y 15 misiones. 
En América se encuentran las provincias de la Asunción (Canadá). Notre-Dame-du-Cup (también en Canadá). Lacombe (Estados Unidos), provincia de Estados Unidos (Además administra la delegación de Zambia y la misión de Baja California). Argentina-Chile, Bolivia, Brasil, Haití (con las misiones de Colombia y Guyana Francesa). México (la cual administra las delegaciones Guatemala y Paraguay y la misión de Cuba). 
En Europa están las provincias de Inglaterra-Irlanda, Bélgica-Holanda, Provincia de Europa Central (forman parte de ella las casas de Austria, Alemania y República Checa). Francia (con una misión en Guayana Francesa y otra en Vietnam), Provincia del Mediterráneo (formada por las casas de España e Italia, con las delegaciones de Senegal y Uruguay y las misiones de Rumanía y Venezuela) y Polonia (Con cuatro delegaciones una en Francia, Ucrania Madagascar y Benelux, respectivamente; y una misión en Bielorrusia y otra en Turkmenistán). 
En África hay siete provincias, son, Camerún, Provincia central de Sudáfrica, República Democrática del Congo, Leshoto, Namibia, Natal (Sudáfrica) y Provincia Norte de Sudáfrica. 
Asia está dividida en cinco provincias. La de Colombo (Sri Lanka; administra las delegaciones de Bangladés, Japón-Corea y Pakistán; y una misión en Corea del Sur para Corea del Norte), India, Indonesia, Jaffna y Filipinas (con la delegación de Tailandia-Laos). 
Finalmente, en Oceanía la única provincia es la de Australia (la cual administra la delegación de la China). Bajo la administración del gobierno general se encuentra la delegación del Perú.

## Oblatos destacados
- Beato Joseph Gérard, sacerdote misionero francés. Fue beatificado en 1988.
- Beato Józef Cebula, sacerdote polaco asesinado por los nazis en el campo de concentración de Mauthausen. Fue beatificado en 1999.
- Beatos mártires de la guerra civil española. Fueron beatificados por el papa Benedicto XVI. La ceremonia tuvo lugar el 17 de diciembre de 2011 en la catedral de la Almudena de Madrid.

- Francisco Esteban Lacal, O.M.I.
- Vicente Blanco, O.M.I.
- José Vega, O.M.I.
- Juan Antonio Pérez, O.M.I.
- Publio Rodríguez Moslares, O.M.I.
- Juan Pedro Cotillo, O.M.I.
- Cecilio Vega, O.M.I.
- José Guerra, O.M.I.
- Gregorio Escobar García, O.M.I.
- Justo Gil Pardo, O.M.I.
- Juan José Caballero, O.M.I.
- Manuel Gutiérrez, O.M.I.
- Francisco Polvorinos, O.M.I.
- Justo González, O.M.I.
- Daniel Gómez, O.M.I.
- Serviliano Riaño, O.M.I.
- Ángel Bocos, O.M.I.
- Marcelino Sánchez, O.M.I.
- Eleuterio Prado, O.M.I.
- Clemente Rodríguez, O.M.I.
- Pascual Aláez, O.M.I.
- Justo Fernández, O.M.I.

Beatos mártires de Laos, asesinados durante la Guerra de Vietnam. Fueron beatificados el 11 de diciembre de 2016 en la catedral de Vientián, Laos.
- Louis Leroy, O.M.I.
- Michel Coquelet, O.M.I.
- Vincent l'Hénoret, O.M.I.
- Jean Wauthier, O.M.I.
- Joseph Boissel, O.M.I.